# 系统科学

系统科学是指从系统的角度观察研究客观世界的一門学科。「系统」指的是由相互联系、相互作用的要素（或部分）组成的具有一定结构和功能的有机整体；准确来说，「要素」加上「结构」等於「系统」。研究的领域横跨自然科学與社会科学，却除去其中较为狭窄的物理、生物、心理、经济意义，而把研究重心放在探究各个系统的本质规律上。系统科学主要研究系统的要素（或元素）、结构、系统的行为（性质）。

## 学科分支结构
- 基础理论
  - 自组织、耗散结构理论、超循环、他组织、分形论、协同学

- 技术科学
  - 控制论
  - 信息论
  - 运筹学
    - 数学规划
      - 线性数学规划

    - 博弈论
    - 排队论
    - 库存论
    - 决策理论
    - 搜索论
    - 网络技术

  - 系统方法
  - 计算机科学

- 工程技术
  - 系统工程
  - 可拓工程
  - 系统分析
  - 大系统理论

## 研究与发展
一般系統理論是由贝塔郎非创立的一门逻辑和数学领域的科学，其目的在于确立适用于一切系统的一般原则。他于1948年出版的《生命问题》一书一般标志系统论的问世。贝塔朗菲提出生物的开放系统理论，为生物进化的自组织系统理论建立开创了先河。 
对于生命与非生命，一般人都有种直观的感觉能区分它们的不同。前者是开放系统，需要不断和环境交换能量和信息才能存在，而后者的稳定需要和环境的隔绝，方能保持其独立性，比如纯净的氧气，一旦释放到空气中，立刻和其他气体混合。因此，生命与非生命存在明显的差异。热力学物理学家布里渊提出负熵对应信息的概念、信息论是组织化的度量，奥地利理论物理学家薛定谔著的《生命是什么？─活细胞的物理学观》提出生命的负熵原理，普利高津从物理化学提出能量耗散结构的自组织理论，从而架构了物理学与生物学的理论桥梁。 

### 歐美
欧文·拉兹洛和布达佩斯俱乐部发表广义进化理论以及建立《广义进化论》、《广义进化论研究》等杂志，从而建立了普遍系统自组织化理论体系。艾根应用化学动力学原理提出细胞起源的生物分子超循环理论，进一步在细胞、分子层次探讨了自组织系统。

### 中國
著名科学家钱学森提出系统科学的层次模型，其详细分类如下：
- 第一层：系统观。次是系统学，它是系统科学的基本理论。这是系统的哲学和方法论的观点，是系统科学通向马克思主义哲学的桥梁和中介；
- 第二层：技术科学层次。有运筹学、系统理论、控制论、信息论等，是系统工程的直接理论；
- 第三层：工程技术层次。系统工程、自动化技术、通信技术等，这是直接改造自然界的。